# Lukas Bärfuss
Lukas Bärfuss (Thoune, 30 dicembre 1971) è uno scrittore e drammaturgo svizzero vincitore del premio Georg Büchner.
Dopo brevi studi ha lavorato in diversi settori come coltivatore di tabacco, commerciante di rottami e giardiniere.. Era senzatetto in diverse occasioni e ha imparato "cosa significa essere poveri in un paese in cui la povertà non dovrebbe esistere. Quindi rileva una libreria e termina una formazione come librario, prima di iniziare a vivere come scrittore dal 1997. Attualmente vive e lavora a Zurigo.
È membro fondatore, insieme a Samuel Schwarz, della compagnia teatrale 400asa. Ha scritto diversi pezzi per essa, tra cui La morte di Meienberg, sulla giornalista Niklaus Meienberg, che l'ha fatto conoscere nel 2000. Le nevrosi sessuali dei nostri genitori, opera teatrale scritta per il teatro di Basilea, sono un successo continuo ed è stato tradotto in una dozzina di lingue dal 2005.
Ha collaborato, tra l'altro, con il Bochum Theater, il Thalia Theater di Amburgo, il Kammerspiele di Monaco e il Deutsches Theater di Berlino.
Nel trattare i problemi della società combina nella sua serietà di argomenti e umorismo, senza giudicare i suoi personaggi, mostrandoli nelle loro contraddizioni e nelle loro domande.
Nel 2019 ha ricevuto il prestigioso premio Georg Büchner, del valore di 50.000 euro, che è considerato il più importante premio letterario in Germania. Lukas Bärfuss è il primo svizzero a vincere questo premio da 25 anni (l'ultimo vincitore svizzero è stato Adolf Muschg nel 1994).

## Opere

### Pieces
- Sophokles' Oedipus, Zurigo, 1998
- Siebzehn Uhr Siebzehn, Schauspiel Akademie Theater, Zurich, 2000
- 74 Sekunden - Monolog , Salle bleue, Zurigo, 2000
- Vier Frauen. Singspiel, Schlachthaus Theater, Berna, 2000
- Medeää. 214 Bildbeschreibungen, Radiokulturhaus de Vienne, 2000
- Die Reise von Klaus und Edith durch den Schacht zum Mittelpunkt der Erde Teatro di Bochum, 2001
- Meienbergs Tod (La mort de Meienberg), Teatro di Basile, 2001
- Othello - ein BlueMovie, Deutsches Schauspielhaus, Amburgo, 2001
- Vier Bilder der Liebe
- Die sexuellen Neurosen unserer Eltern
- Heinrich IV(adattametto e traduzione), Théâtre de Bochum, 2004
- Der Bus (Le bus), création : Thalia Theater, Amburgo, messo in scena da Stephan Kimmig, gennaio 2005
- Alices Reise in die Schweiz Théâtre di Basilea 2005.
- Die Probe,Kammerspiele, Monaco, messo in scena da Lars-Ole Walburg, febbraio 2007
- Amygdala, Thalia Theater, Amburgo, messo in scena da Stephan Kimmig, 2009
- Öl (Pétrole), Wallstein Verlag, Göttingen, 2009
- Malaga, Hartmann & Stauffacher Verlag, Colonia, 2010

### Prose
- Die toten Männer, Suhrkamp Verlag, Francoforte sul Meno, 2002
- Hundert Tage, (Cent jours), Wallstein Verlag, Göttingen, 2008
- Koala, Wallstein Verlag, Göttingen, 2014 (traduzione italiana di Margherita Carbonaro, L'orma editore, Roma 2023)
- Hagard, Wallstein Verlag, Göttingen, 2017 (edizione italiana: Hagard, traduzione di Marco Federici Solari, L’orma editore, Roma 2021)